# 레이디 레셔
레이디 리셔(Lady Leshurr, 1988년 12월 15일 ~ )는 잉글랜드의 래퍼, 가수, 음악 프로듀서이다. 프리스타일 랩 시리즈 퀸스 스피치 (Queen's Speech)로 이름을 알렸으며, 특히 네 번째 시리즈가 2016년 인터넷 상에서 화제였다.